# Diskus
Ordet Diskus 
kommer af det græske ord diskos, som betyder skive, og betegner den runde form.
Sportsgrenen diskoskast har navn efter den runde disk der kastes med.
Diskus indgår ofte i forbindelse med diskusprolaps, som er en ryglidelse, som forekommer i form af en skade på en bruskskive der har diskus formen.
| Sprog | Spire Denne artikel om sprog er en spire som bør udbygges. Du er velkommen til at hjælpe Wikipedia ved at udvide den. |